# Club Deportivo Sociedad Tiro N.° 28
El Club Deportivo Sociedad Tiro Nº 28 o simplemente Tiro 28 es un club de fútbol de Perú, de la ciudad de Cerro de Pasco en el Departamento de Pasco. Fue fundado el 19 de julio de 1907 y es el club más antiguo de Pasco que está en actividad. Actualmente participa en la Copa Perú.

## Historia

### Fundación
Fue fundado el 19 de julio de 1907 a iniciativa de Pedro Agusto Benavides en la Fundición de Smelter, de la localidad de Smelter del distrito de Tinyahuarco, actualmente cuenta con el apoyo de ECOSEM Smelter, una empresa comunal dedicada a la minería y construcción. 

### En Copa Perú
En la Copa Perú 2014 llegó hasta la Etapa Regional donde terminó igualado en puntos con Unión Social Pichanaki en el grupo B de la Región V pero quedó eliminado al perder el desempate en Huánuco. 
Fue subcampeón de la etapa departamental de Pasco 2015 luego de perder la final contra Alipio Ponce por 1-0. En la Etapa Nacional de la Copa Perú 2015 fue eliminado en la primera fase al terminar en el puesto 34 de la tabla general.
En 2023 ganó la Liga Distrital de Tinyahuarco, el subcampeonato Provincial de Pasco y el subcampeonato Departamental de Pasco, lo que le valió la clasificación a la Etapa Nacional de la Copa Perú, llegando hasta dieciseisavos de final, siendo eliminados por Miguel Grau de Abancay por un global de 6 a 3.
En la Copa Perú 2024 ganó la Liga Distrital de Tinyahuarco, la liga Provincial de Pasco y la liga Departamental de Pasco, lo que le valió clasificar a la Etapa Nacional, siendo nuevamente eliminados en dieciseisavos de final esta vez por Bentín Tacna Heroica por un global de 2 a 1, sin posibilidad de obtener el cupo correspondiente al departamento de Pasco para la Liga 3 2025, que fue obtenido por Ecosem Pasco por avanzar dos fases más.
En 2025 llegó hasta la Etapa Departamental donde fue eliminado al terminar en tercer lugar detrás de Unión Minas y Municipal de Palcazú.

## Uniforme
- Uniforme titular: Camiseta vinotinto con vivos blancos, pantalón blanco con vivos vinotinto, medias vinotinto.
- Uniforme alternativo: Camiseta blanca con vivos vinotinto, pantalón blanco con vivos vinotinto, medias vinotinto.

## Entrenadores
- Elmer Castro (2023)
- Humberto Camino (2023)
- Rony Revollar (2023)
- Roberto Arrelucea (2024)
- William Aranda (2025)
- Luis Revilla (2025)

## Palmarés

### Torneos regionales
| Competición regional                | Títulos                       | Subcampeonatos    |
| ----------------------------------- | ----------------------------- | ----------------- |
| Liga Departamental de Pasco (1/3)   | 2024                          | 2014, 2015, 2023  |
| Liga Provincial de Pasco (2/3)      | 2015, 2024                    | 2014, 2023, 2025. |
| Liga Distrital de Tinyahuarco (5/0) | 2014, 2015, 2023, 2024, 2025. |                   |